# Iago Aspas
Iago Aspas Juncal (Moaña, 1º agosto 1987) è un calciatore spagnolo, attaccante e capitano del Celta Vigo.
Con 211 gol, è il miglior marcatore della storia del Celta Vigo.

## Biografia
Ha un fratello maggiore di nome Jonathan, anch'egli calciatore.

## Caratteristiche tecniche
Giocatore brevilineo molto abile nei dribbling, è un mancino naturale che possiede una buona tecnica di base ed è dotato di un'ottima agilità e fiuto del gol, oltre a essere in grado di agire su tutto il fronte d'attacco. Gioca principalmente come prima punta, ma può essere impiegato anche da seconda punta o come ala destra, potendo così convergere per andare alla conclusione col piede preferito. Ha anche una buona personalità.

## Carriera

### Club

#### Celta Vigo, Liverpool e Siviglia

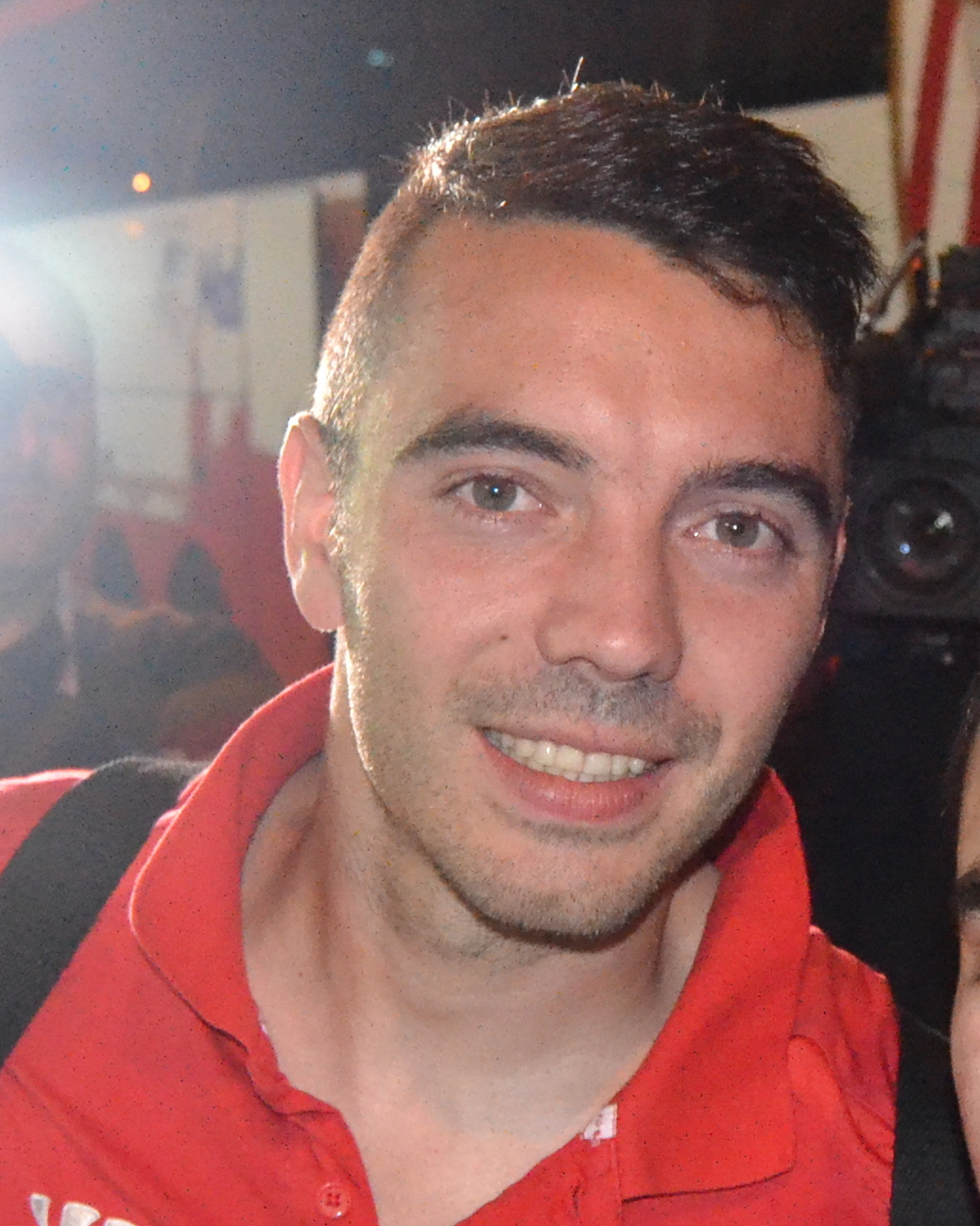
Iago Aspas con la maglia del Siviglia nel 2015.

Dopo aver disputato ottime stagioni in terra galiziana con la maglia del Celta Vigo, il 13 giugno 2013 viene annunciato l'ingaggio al Liverpool per circa 9 milioni di euro. L'esperienza con i Reds è tuttavia negativa e si chiude dopo una sola stagione deludente in Premier League. Il 21 luglio 2014 firma per il Siviglia con la formula del prestito con riscatto fissato a circa 8 milioni di euro, e a fine stagione vince con la maglia andalusa l'Europa League, mentre personalmente vince a pari merito  con 7 reti assieme a Neymar il titolo di capocannoniere nella Coppa del Re. Tuttavia a fine stagione non viene riscattato dal club andaluso.

#### Il ritorno al Celta Vigo
Il 12 giugno 2015 fa ritorno al Celta Vigo, dove firma un contratto quinquennale. Il 23 settembre seguente realizza due gol nella sfida contro il Barcellona vinta 4-1, realizzandoli entrambi su contropiede, il primo al 30', superando Marc-André ter Stegen con un pallonetto dopo un assist di Nolito, e il secondo al 58', nuovamente su assist di Nolito che lo lancia verso la difesa avversaria, in un'azione in cui Iago Aspas supera Dani Alves con un sombrero, involandosi verso la porta difesa da ter Stegen e battendolo per la seconda volta. Il 31 ottobre seguente mette a segno altri due gol, questa volta ai danni della Real Sociedad (2-3). Il 16 ottobre 2017 realizza la sua prima tripletta in carriera con i galiziani nella vittoria esterna per 5-2 contro il Las Palmas. Si ripete il 7 aprile 2018 siglando un'altra tripletta nella vittoria interna per 4-0 ai danni del Siviglia (sua ex squadra). Il 1º luglio 2020 raggiunge quota 100 gol in Liga con la maglia del Celta in occasione della sconfitta per 5-1 contro il Maiorca. Il 17 febbraio 2024 nella partita persa in casa 1-2 con il Barcellona raggiunge le 200 reti con il Celta.

### Nazionale
Nel novembre 2016 viene convocato per la prima volta in nazionale, dal commissario tecnico Lopetegui, dove sostituisce l'infortunato Diego Costa, per la sfida in programma contro la Macedonia (valida per le qualificazioni al Mondiale 2018) e per l'amichevole contro l'Inghilterra, rispettivamente del 12 e 15 novembre. Esordisce il 15 novembre seguente, nell'amichevole pareggiata 2-2 contro l'Inghilterra entrando al 46' al posto di Vitolo, dove segna il gol del momentaneo 2-1.
Il 21 maggio 2018 viene incluso da Lopetegui nella lista dei convocati per il Mondiale di Russia 2018, dove segna il gol del definitivo 2-2 di tacco contro il Marocco al 92º minuto. Il 1º luglio 2018, negli ottavi di finale giocati contro i padroni di casa della Russia, sbaglia il rigore che decreta l'eliminazione degli iberici dal Mondiale dopo che i tempi supplementari si erano chiusi sull'1-1.

## Statistiche

### Presenze e reti nei club
Statistiche aggiornate al 24 maggio 2025.
| Stagione            | Squadra             | Campionato          | Campionato | Campionato | Coppe nazionali | Coppe nazionali | Coppe nazionali | Coppe continentali | Coppe continentali | Coppe continentali | Altre coppe | Altre coppe | Altre coppe | Totale | Totale |
| Stagione            | Squadra             | Comp                | Pres       | Reti       | Comp            | Pres            | Reti            | Comp               | Pres               | Reti               | Comp        | Pres        | Reti        | Pres   | Reti   |
| ------------------- | ------------------- | ------------------- | ---------- | ---------- | --------------- | --------------- | --------------- | ------------------ | ------------------ | ------------------ | ----------- | ----------- | ----------- | ------ | ------ |
| 2006-2007           | Celta Vigo B        | SDB                 | 21         | 1          | CF              | 1               | 0               | -                  | -                  | -                  | -           | -           | -           | 22     | 1      |
| 2007-2008           | Celta Vigo B        | SDB                 | 32         | 4          | -               | -               | -               | -                  | -                  | -                  | -           | -           | -           | 32     | 4      |
| 2007-2008           | Celta Vigo          | SD                  | 1          | 0          | CR              | 0               | 0               | -                  | -                  | -                  | -           | -           | -           | 1      | 0      |
| 2008-2009           | Celta Vigo B        | SDB                 | 31         | 6          | -               | -               | -               | -                  | -                  | -                  | -           | -           | -           | 31     | 6      |
| Totale Celta Vigo B | Totale Celta Vigo B | Totale Celta Vigo B | 84         | 11         |                 | 1               | 0               |                    | -                  | -                  |             | -           | -           | 85     | 11     |
| 2008-2009           | Celta Vigo          | SD                  | 3          | 2          | CR              | 0               | 0               | -                  | -                  | -                  | -           | -           | -           | 3      | 2      |
| 2009-2010           | Celta Vigo          | SD                  | 36         | 5          | CR              | 7               | 1               | -                  | -                  | -                  | -           | -           | -           | 43     | 6      |
| 2010-2011           | Celta Vigo          | SD                  | 28+2       | 4+0        | CR              | 1               | 1               | -                  | -                  | -                  | -           | -           | -           | 31     | 5      |
| 2011-2012           | Celta Vigo          | SD                  | 35         | 23         | CR              | 3               | 2               | -                  | -                  | -                  | -           | -           | -           | 38     | 25     |
| 2012-2013           | Celta Vigo          | PD                  | 34         | 12         | CR              | 3               | 0               | -                  | -                  | -                  | -           | -           | -           | 37     | 12     |
| 2013-2014           | Liverpool           | PL                  | 14         | 0          | FACup+CdL       | 1+0             | 1+0             | -                  | -                  | -                  | -           | -           | -           | 15     | 1      |
| 2014-2015           | Siviglia            | PD                  | 16         | 2          | CR              | 5               | 7               | UEL                | 3                  | 1                  | SU          | 1           | 0           | 25     | 10     |
| 2015-2016           | Celta Vigo          | PD                  | 35         | 14         | CR              | 5               | 4               | -                  | -                  | -                  | -           | -           | -           | 40     | 18     |
| 2016-2017           | Celta Vigo          | PD                  | 32         | 19         | CR              | 5               | 2               | UEL                | 12                 | 5                  | -           | -           | -           | 49     | 26     |
| 2017-2018           | Celta Vigo          | PD                  | 34         | 22         | CR              | 3               | 1               | -                  | -                  | -                  | -           | -           | -           | 37     | 23     |
| 2018-2019           | Celta Vigo          | PD                  | 27         | 20         | CR              | 2               | 1               | -                  | -                  | -                  | -           | -           | -           | 29     | 21     |
| 2019-2020           | Celta Vigo          | PD                  | 37         | 14         | CR              | 1               | 0               | -                  | -                  | -                  | -           | -           | -           | 38     | 14     |
| 2020-2021           | Celta Vigo          | PD                  | 33         | 14         | CR              | 1               | 0               | -                  | -                  | -                  | -           | -           | -           | 34     | 14     |
| 2021-2022           | Celta Vigo          | PD                  | 37         | 18         | CR              | 1               | 0               | -                  | -                  | -                  | -           | -           | -           | 38     | 18     |
| 2022-2023           | Celta Vigo          | PD                  | 37         | 12         | CR              | 2               | 0               | -                  | -                  | -                  | -           | -           | -           | 39     | 12     |
| 2023-2024           | Celta Vigo          | PD                  | 35         | 9          | CR              | 1               | 0               | -                  | -                  | -                  | -           | -           | -           | 36     | 9      |
| 2024-2025           | Celta Vigo          | PD                  | 30         | 10         | CR              | 1               | 0               |                    |                    |                    |             |             |             | 31     | 10     |
| Totale Celta Vigo   | Totale Celta Vigo   | Totale Celta Vigo   | 476        | 198        |                 | 36              | 12              |                    | 12                 | 5                  |             | -           | -           | 524    | 215    |
| Totale carriera     | Totale carriera     | Totale carriera     | 588+2      | 211+0      |                 | 43              | 20              |                    | 15                 | 6                  |             | 1           | 0           | 649    | 237    |

### Cronologia presenze e reti in nazionale
| Cronologia completa delle presenze e delle reti in nazionale ― Spagna | Cronologia completa delle presenze e delle reti in nazionale ― Spagna | Cronologia completa delle presenze e delle reti in nazionale ― Spagna | Cronologia completa delle presenze e delle reti in nazionale ― Spagna | Cronologia completa delle presenze e delle reti in nazionale ― Spagna | Cronologia completa delle presenze e delle reti in nazionale ― Spagna | Cronologia completa delle presenze e delle reti in nazionale ― Spagna | Cronologia completa delle presenze e delle reti in nazionale ― Spagna |
| Data                                                                  | Città                                                                 | In casa                                                               | Risultato                                                             | Ospiti                                                                | Competizione                                                          | Reti                                                                  | Note                                                                  |
| --------------------------------------------------------------------- | --------------------------------------------------------------------- | --------------------------------------------------------------------- | --------------------------------------------------------------------- | --------------------------------------------------------------------- | --------------------------------------------------------------------- | --------------------------------------------------------------------- | --------------------------------------------------------------------- |
| 15-11-2016                                                            | Londra                                                                | Inghilterra                                                           | 2 – 2                                                                 | Spagna                                                                | Amichevole                                                            | 1                                                                     | 46’ 65’                                                               |
| 24-3-2017                                                             | Gijón                                                                 | Spagna                                                                | 4 – 1                                                                 | Israele                                                               | Qual. Mondiali 2018                                                   | -                                                                     | 83’                                                                   |
| 28-3-2017                                                             | Saint-Denis                                                           | Francia                                                               | 0 – 2                                                                 | Spagna                                                                | Amichevole                                                            | -                                                                     | 84’                                                                   |
| 6-5-2017                                                              | Murcia                                                                | Spagna                                                                | 2 – 2                                                                 | Colombia                                                              | Amichevole                                                            | -                                                                     | 56’                                                                   |
| 5-9-2017                                                              | Vaduz                                                                 | Liechtenstein                                                         | 0 – 8                                                                 | Spagna                                                                | Qual. Mondiali 2018                                                   | 2                                                                     | 46’                                                                   |
| 9-10-2017                                                             | Gerusalemme                                                           | Israele                                                               | 0 – 1                                                                 | Spagna                                                                | Qual. Mondiali 2018                                                   | -                                                                     | 46’                                                                   |
| 11-11-2017                                                            | Malaga                                                                | Spagna                                                                | 5 – 0                                                                 | Costa Rica                                                            | Amichevole                                                            | -                                                                     | 46’                                                                   |
| 27-3-2018                                                             | Madrid                                                                | Spagna                                                                | 6 – 1                                                                 | Argentina                                                             | Amichevole                                                            | 1                                                                     | 46’                                                                   |
| 3-6-2018                                                              | Vila-real                                                             | Spagna                                                                | 1 – 1                                                                 | Svizzera                                                              | Amichevole                                                            | -                                                                     | 46’                                                                   |
| 9-6-2018                                                              | Krasnodar                                                             | Tunisia                                                               | 0 – 1                                                                 | Spagna                                                                | Amichevole                                                            | 1                                                                     | 76’                                                                   |
| 15-6-2018                                                             | Soči                                                                  | Portogallo                                                            | 3 – 3                                                                 | Spagna                                                                | Mondiali 2018 - 1º turno                                              | -                                                                     | 80’                                                                   |
| 25-6-2018                                                             | Kaliningrad                                                           | Spagna                                                                | 2 – 2                                                                 | Marocco                                                               | Mondiali 2018 - 1º turno                                              | 1                                                                     | 74’                                                                   |
| 1-7-2018                                                              | Mosca                                                                 | Spagna                                                                | 1 – 1 dts (3 – 4 dtr)                                                 | Russia                                                                | Mondiali 2018 - Ottavi di finale                                      | -                                                                     | 80’                                                                   |
| 8-9-2018                                                              | Londra                                                                | Inghilterra                                                           | 1 – 2                                                                 | Spagna                                                                | UEFA Nations League 2018-2019 - 1º turno                              | -                                                                     | 68’                                                                   |
| 11-10-2018                                                            | Cardiff                                                               | Galles                                                                | 1 – 4                                                                 | Spagna                                                                | Amichevole                                                            | -                                                                     | 73’                                                                   |
| 15-10-2018                                                            | Siviglia                                                              | Spagna                                                                | 2 – 3                                                                 | Inghilterra                                                           | UEFA Nations League 2018-2019 - 1º turno                              | -                                                                     | 57’                                                                   |
| 15-11-2018                                                            | Zagabria                                                              | Croazia                                                               | 3 – 2                                                                 | Spagna                                                                | UEFA Nations League 2018-2019 - 1º turno                              | -                                                                     | 64’                                                                   |
| 7-6-2019                                                              | Tórshavn                                                              | Fær Øer                                                               | 1 – 4                                                                 | Spagna                                                                | Qual. Euro 2020                                                       | -                                                                     | 56’                                                                   |
| 25-3-2023                                                             | Malaga                                                                | Spagna                                                                | 3 – 0                                                                 | Norvegia                                                              | Qual. Euro 2024                                                       | -                                                                     | 58’                                                                   |
| 28-3-2023                                                             | Glasgow                                                               | Scozia                                                                | 2 – 0                                                                 | Spagna                                                                | Qual. Euro 2024                                                       | -                                                                     | 57’ 83’                                                               |
| Totale                                                                |                                                                       | Presenze                                                              | 20                                                                    |                                                                       | Reti                                                                  | 6                                                                     |                                                                       |

## Palmarès

### Club
- UEFA Europa League: 1

Siviglia: 2014-2015

### Individuale
- Capocannoniere della Copa del Rey: 1

2014-2015 (7 gol, a pari merito con Neymar)
- Trofeo Zarra: 4

2016-2017, 2017-2018, 2018-2019, 2021-2022